# Neophilaenus angustipennis
Neophilaenus angustipennis är en insektsart som först beskrevs av Géza Horváth 1909.  Neophilaenus angustipennis ingår i släktet Neophilaenus och familjen spottstritar. Inga underarter finns listade i Catalogue of Life.